# 범어사 사자암 칠성도
부산 범어사 사자암 칠성도(釜山 梵魚寺 獅子庵 七星圖)는 부산광역시 금정구, 사자암에 있는 칠성도이다. 2014년 3월 19일 부산광역시의 문화재자료 제77호로 지정되었다.

## 개요
이 칠성도는 범어사 사자암에 소장된 액자형 불화로, 3폭의 비단을 엮어 마련한 바탕에 채색을 베푼 작품이다. 화면을 크게 상하 2단으로 구분하여, 상단 중앙에는 원형의 두․신광을 갖춘 치성광여래를 중심으로 관복을 입은 필성(弼星) 2위가 좌우로 시립하고 있다. 하단 중앙에는 자미대제가 앉아 있으며, 좌우측에도 역시 관복을 입은 도상 2위가 배치되어 있다.
사자암 칠성도 도상들의 표현 기법이나 광배의 장식문양 등은 18세기 이후 양식을 따르고 있으며, 음영을 활용하여 입체적으로 나타낸 구름 표현은 19세기 말~20세기 금호당 약효와 문성 일파의 불화에서 특징적으로 보이는 입체적인 표현으로, 이후 20세기 전반으로 이어진다.
범어사 사자암 칠성도는 보존 상태가 비교적 양호하며, 19세기말~20세기 초에 제작된 것으로 보인다. 조선 후기 사찰 내 칠성각이나 삼성각 건립과 더불어 칠성도가 제작되었는데, 이 불화 역시 그 흐름 속에서 제작된 것으로 보인다. 특히, 전통 불화의 특징과 19세기 말 새로운 양식이 공존하는 작품으로 칠성도 연구에 학술적 가치가 있는 작품이다.

## 참고 자료
- 부산 범어사 사자암 칠성도 - 국가유산청 국가유산포털